# Феодосий (Клэр)
Архимандри́т Феодо́сий (англ. Archimandrite Theodosius, в миру Тимофей Клэр, англ. Clare; 30 ноября 1944, Брисбен) — священнослужитель Русской православной церкви заграницей, архимандрит; начальник Русской Духовной Миссии в Иерусалиме (1993—1995).

## Биография
Родился 30 ноября 1944 года в Брисбене, в Австралии.
В 1966 году окончил Сиднейский университет со степень бакалавра гуманитарных наук и продолжил образование в том же университете на факультете законоведения, где в 1973 году получил степень бакалавра права. После университета работал юристом.
В 1969 году был крещён в Покровском храме г. Кабраматы протоиереем Ростиславом Ганом, который стал его крестным отцом и первым духовным наставником.
В 1975 году поступил в Свято-Троицкую духовную семинарию в Джорданвилле, которую окончил в 1978 году.
Пробыв по окончании семинарии пять месяцев в Австралии, вернулся в Свято-Троицкий монастырь и вступил в число послушников. Нёс послушание помощника бухгалтера, а в 1980 году архиепископом Лавром (Шкурлой) был пострижен в монашество с наречением имени Феодосий в честь Феодосия Черниговского.
С 1983 года нёс послушание в семинарии: сначала в качестве регистратора, а с 1985 года — в качестве преподавателя канонического права.
В 1983 году получил в Сиракузском университете степень магистра в области славистики и в том же году архиепископом Лавром был рукоположен в сан иеродиакона, а в 1986 году, в день Всех святых в земле Российской просиявших — в сан иеромонаха. В качестве юриста принимал участие в ряде судебных процессов, отстаивающих имущество РПЦЗ.
17 марта 1992 года был назначен помощником начальника Русской духовной Миссии в Иерусалиме, а с ноября 1993 года назначен начальником Миссии. Возведён в сан архимандрита.
В 1995 году, вернувшись в США, поселился в Саввинском монастыре в Мичигане.
10 февраля 1999 года в связи с конфликтной ситуацией Монастыре Христа Спасителя в Бланко, штат Техас, решением Архиереского Синода РПЦЗ направлен туда вместе с иеромонахом Иоакимом (Парром) чтобы исследовать ситуацию и провести финансовый аудит а также   привести в надлежащее состояние жизнь монастыря.